# Barrio El Rodeo
El Rodeo es una localidad argentina ubicada en el partido de La Plata, provincia de Buenos Aires. Se halla sobre la ruta provincial 215, 25 km al sur del centro de La Plata.

## Población
Cuenta con 262 habitantes (Indec, 2010), lo que representa un incremento del 44% frente a los 182 habitantes (Indec, 2001) del censo anterior.
| Gráfica de evolución demográfica de Barrio El Rodeo entre 1991 y 2010 |
|                                                                       |
| Fuente: Censos nacionales del INDEC                                   |

## Transporte
- Línea 225
- Línea 290
- Línea 340
- Línea 500